# فريد بشارات
فريد بشارات (بالإنجليزية: Farid Basharat؛ مواليد 2 أغسطس 1997) هو مُقاتل فنون قتالية مختلطة إنجليزي أفغاني المولد.

## سجل فنون القتال المختلطة
| السجل المهني |        |         |
| 12 نزال      | 12 فوز | 0 خسارة |
| ضربة قاضية   | 1      | 0       |
| إخضاع        | 6      | 0       |
| قرار القضاة  | 5      | 0       |
| بدون قرار    | 0      | 0       |

## وصلات خارجية
- فريد بشارات على موقع يو إف سي (الإنجليزية)
- فريد بشارات على موقع شيردوغ (الإنجليزية)
- فريد بشارات على موقع Tapology.com (الإنجليزية)

| النتيجة | السجل | الخصم | الطريقة | الحدث | التاريخ | الجولة | الوقت | المكان | الملاحظات |
| ------- | ----- | ----- | ------- | ----- | ------- | ------ | ----- | ------ | --------- |

| هذه بذرة مقالة عن حياة شخصية أفغانية بحاجة للتوسيع. فضلًا شارك في تحريرها. |